# Cornelia Molnar
Cornelia Molnar-Vajda (ur. 26 listopada 1983 roku w Rumunii) – chorwacka tenisistka stołowa pochodzenia rumuńskiego, uczestniczka igrzysk olimpijskich w 2004 i 2012 roku. 

## Igrzyska olimpijskie
Podczas igrzysk w Atenach wzięła udział w dwóch konkurencjach: Grze pojedynczej oraz w deblu. W singlu zajęła 49. miejsce, zaś w grze deblowej 5. miejsce w grupie. Na igrzyskach w Londynie w singlu zajęła 33. miejsce. 